# David Baker (biochimist)
David Baker (n. 6 octombrie 1962, Seattle, Washington, SUA) este un biochimist american, specialist în biologie computațională, cu contribuții de pionierat în domeniul metodelor de proiectare a proteinelor și predicție a structurilor lor tridimensionale. Este profesor la Universitatea Statului Washington, titular al catedrei de biochimie Henrietta și Aubrey Davis și cercetător la Howard Hughes Medical Institute. În 2024 a fost distins cu Premiul Nobel pentru Chimie („pentru proiectarea computațională a proteinelor”), împreună cu Demis Hassabis și John M. Jumper („pentru prezicerea structurii proteinelor”).